# Prognozowanie analogowe
Prognozowanie analogowe – metoda prognozowania przyszłości danej zmiennej poprzez użycie informacji o zachowaniu innej zmiennej, której zmiany w czasie są podobne ale nierównoczesne.
Jeśli zmienna prognozowana i zmienne wykorzystane do predykcji są tego samego typu i mają tego samego typu miana, to mamy do czynienia z prognozowaniem na podstawie zmiennych jednoimiennych, w przeciwnym wypadku jest to prognozowanie na podstawie zmiennych różnoimiennych.
Metody analogii:
- Metoda analogii biologicznych – polega na przenoszenia budowy i funkcjonowania organizmów żywych z przyrody na wytwory działań człowieka. Np. konstrukcje na wzór budowy zwierząt.
- Metoda analogii przestrzennych – polega na przewidywaniu wystąpienia zjawiska na danym obszarze po zaobserwowaniu go na innych obszarach. Np. pojawienie się choroby na jednym obszarze pozwala przypuszczać, że rozprzestrzeni się ona na obszar sąsiedni, zastosowanie nowych technologii w przedsiębiorstwie pozwala sądzić, że w niedługi czasie pojawią się one w konkurencyjnych firmach.
- Metoda analogii historycznych – polega na przenoszeniu zaobserwowanych analogii zmian z jednych zjawisk na inne zachodzące później w tym samym obiekcie. Np. tempo rozwoju komputeryzacji może być miarą rozwoju Internetu.
- Metoda analogii przestrzenno-czasowych – polega na przenoszeniu z jednych zjawisk do drugich, prawidłowości zmian w czasie, np. wzrost zainteresowania firmą po wprowadzeniu nowego  modelu w jednym kraju, może być podstawą do prognozowania wzrostu zainteresowania w innym kraju po wprowadzeniu w nim nowego produktu.

Stosuje się następujące kryteria podobieństwa:
- Kryterium podobieństwa poziomu
- Kryterium podobieństwa kształtu

Podane kryteria mają zastosowanie dla w przypadku prognoz ilościowych.